# Vinko Rode
Vinko Rode, slovenski pesnik, pisatelj, filozof in pedagog, * 24. julij 1932, Rodica. 
Vinko Rode, brat kardinala Franca Rodeta, je leta 1960 diplomiral iz filozofije in pedagogike na jezuitski univerzi El Salvador v Buenos Airesu. Sprva je poučeval filozofijo na srednji šoli, nato pa na državni univerzi v General Picu, od leta 1979 do 1991 je bil ravnatelj srednje šole v Slovenski vasi v Lanusu.
Rode je 1965 skupaj s T. Debeljakom izdal pesniško zbirko Pesmi iz pampe, leta 1987 samostojno zbirko Nekje je stvarnost prozorna, 1993 pa v samozaložbi zbirko Soles y soledades. Poleg pesmi piše tudi eseje, kritike, potopise in črtice.
Vinko živi zdaj na Ezeizi.  Imel je pet otrok z Jano Hirschegger: Daniela, Tomás, Martín, Sergio in Marcos. Med prostim časom bere knjige, ukvarja se s svojimi čebelami in dela na vrtu.